# Фабио Медина Осорио
Фабио Медина Осорио (на португалски: Fábio Medina Osório) е бразилски юрист, професор по право и главен адвокат на Бразилия в периода 12 май – 9 септември 2016 г.
Роден е на 31 юли 1967 г. в Порто Алегре. През 1990 г. придобива бакалавърска степен по правни и социални науки във Федералния университет на Рио Гранде до Сул, а през 1997 г. получава магистърска степен по право в същия университет. Докторска степен по право защитава в Мадридския университет „Компултенсе“ през 2003 г.. Специалист е в областта на антикорупционното законодателство. В продължение на 24 години, от декември 1991 г., работи като щатски прокурор в Прокуратурата на Рио Гранде до Сул. Между 2003 г. и 2005 г. Фабио Осорио е и заместник-секретар по правосъдието и сигурността на Рио гранде де Сул. Оттегля се в началото на 2006 г. и започва частна адвокатска практика, основавайки през 2007 г. собствена адвокатска кантора.
На 12 май 2016 г. Медина Осорио е назначен за главен адвокат на Бразилия от изпълняващия длъжността Президент на Бразилия Мишел Темер. Декретът за назначението му е публикуван в „Официален вестник“ на следващия ден. Заемайки длъжността, Фабио Медина Осорио получава място в кабинета на президента с ранг на държавен министър.
Фабио Осорио ръководи Главната адвокатура на Съюза до 9 септември 2016 г., когато е освободен по телефона от президента Темер заради пререкания с началника на президентската канцелария – министър Елисеу Падиля. По-късно Осорио обяснява уволнението си с делата за нанесени щети, които е възнамерявал да заведе срещу строителни фирми, замесени в скандала с Петробрас. Според Осорио правителството на Темер иска да задуши „Операция Автомивка“, както е известно разследването на мащабните корупционни практики в Петробрас, обект на което са много политици и политически партии в Бразилия. В интервю пред списание Veja бившият главен адвокат заявява, че получил нареждане от министър Падиля да не се замесва в разследването и да стои настрана от проблема. След като не се подчинил на тези „съвети“, Осорио влязъл в остри пререкания с Падиля, завършили с уволнението му от президента Темер.